# Spádová dolinka
Spádová dolinka (polsky Dolinka Spadowa, maďarsky Csehtavikatlan) je malá vysoce položená, prahová dolinka, která je odnoží Ťažkej doliny, mezi rameny Malých Rysů a Veľkého Žabieho štítu ve Vysokých Tatrách. Měří asi třičtvrtě kilometru, směřuje od západu na východ a spadá vysokým strmým prahem do Ťažkej doliny k Ťažkému plesu. Přes práh dolinky protéká potok. Výstupy a sestupy do dolinky mají horolezecký charakter.

## Název
Charakterizuje ji strmý spád dolinné terasy.

## Turistika
Pro turisty je nedostupná.